# Пётр IV Рареш
Пётр IV Рареш (молд. Петру Рареш; ок. 1487 — 3 сентября 1546) — господарь Молдавского княжества в 1527—1538 и 1541—1546 годах, внебрачный сын Стефана III Великого от Марии из Хырлэу.

## Первое правление
Пётр был внебрачным сыном Стефана III Великого от Марии из Хырлэу. Его мать Мария была женой богатого боярина, имевшего прозвище Рареш - "безбородый". Это прозвище унаследовал и Пётр.
В 1526 году Венгрия проиграла битву при Мохаче и это привело к усилению Османской империи. В таких условиях Пётр IV Рареш, пришедший к власти в 1527 году был вынужден увеличить сумму дани османам с 8 тысяч до 10 тысяч золотых.
Пётр IV Рареш вел активную внешнюю политику. Первоначально в борьбе за венгерский трон он поддерживал Фердинанда I Габсбурга. Но под османским давлением поменял политику. Он заключил соглашение с Яношем I Запольяи, о том что Пётр оказывает поддержку, но за это получает крепости Родна и Бистрица и серебряные рудники в Трансильвании. 22 июня 1529 года Пётр Рареш разбил войска сторонников Фердинанда у Фелдвар. Попытка захватить Быстрицу и Брашов осенью 1529 года закончилась неудачей. Пётр Рареш получил от Яноша Запольяи крепости Унгураш, Чичеу, Четатя де Балтэ и епископство Вад.  
В 1530 году Пётр вновь попытался вернуть Покутье (уступленное в очередной раз Польше молдавским господарем Богданом III Кривым в 1505 году). Зимой 1530 года молдавские войска заняли оспариваемую территорию, но после того, как польская армия 22 августа 1531 года нанесла поражение в битве при Обертыне, молдавские войска отступили, потеряв артиллерию. Пётр Рареш был ранен В 1532 году был заключен мир с Польшей.
Пытался продолжать политику отца по укреплению центральной власти. Опираясь на мелких бояр, ограничивал влияние крупных. Недовольство последних вылилось в заговоры. Пётр Рареш начал подготовку к освобождению Молдавии от турецкого господства и установил с этой целью связи с правительствами многих стран. В 1533 году пытаясь найти новых союзников Пётр IV Рареш направил послов в Россию. В 1535 году заключил секретный антиосманский договор с Фердинандом I Габсбургом. В Европе сложилась Священная лига, которая планировала использовать вовлечённость Османской империи в войну с Персией. В сентябре 1538 года в Молдавию направилась турецкая армия во главе с султаном Сулейманом, с востока вторглись крымские татары, а с севера поляки. Войска Пётра Рареша первоначально оказывали сопротивление османам и даже разбили их при Хотине. Но после взятия турецкой армией столицы княжества Сучавы и предательства бояр, выразивших преданность султану, Пётр Рареш бежал из страны. С этого времени Молдавия окончательно попала под власть Османской империи. Султан подчинил себе области между Прутом и Днестром, а крымские татары получили Буджак. Новым господарем посадили Стефана Лакусту. 

## Второе правление
Пётр Рареш не найдя поддержки у бояр скрылся в Трансильвании.
Стефан V Лакуста погиб в результате заговора, Александр Корня также попытался освободиться от турецкого владычества. В такой ситуации в 1541 году Пётр Рареш снова стал господарём, получив от турецкого султана престол Молдавии. Но за это он обязался увеличить размер дани до 12 тысяч золотых, признал территориальные потери 1538 года, в Сучаве располагался турецкий гарнизон, а сын Илья в качестве заложника отправлялся в Стамбул. Пётр и на этот раз стал укреплять центральную власть, казнил главарей боярской оппозиции. В 1542 году заключил соглашение с Габсбургами, поддерживал антитурецкие силы, был связан с Россией, получая оттуда материальную помощь. Пётр Рареш основал несколько монастырей и церквей в Бае, Ботошани, Хырлэу, Тыргу Фрумосе и Романе.

## Семья и дети
Муж 1) Марии 2) с апреля 1530 Елены, дочери Иоанна Бранковича, сербского деспота (-1552)
- Илья II Рареш (ок. 1531 - январь 1562), господарь Молдавского княжества в 1546—1551[3]
- Стефан VI Рареш, господарь Молдавского княжества в 1551—1552[3]
- Константин (- 26 марта 1554)[3]
- Янку Сасул. Внебрачный сын Петра[3], рожденный трансильванской немкой Екатериной Вайс[источник не указан 2303 дня], лютеранин по вероисповеданию[источник не указан 2303 дня], господарь Молдавского княжества в 1579—1582. Муж Марии Палеолог (англ. Palaiologina)[3]
- Анна ( — 1542/1546). Жена Влада VII Инекатула (Утопленника), господаря Валахии в 1530—1532[3]
- Мария (-1614/1616) В ряде источников называется дочерью Петра от первого брака с Марией Чернет, что маловероятно. Наиболее правдоподобно её происхождение от Елены Бранкович[источник не указан 2303 дня]. Жена 1) Исаака Балиша 2) Иоанна Могилы, предка господарей из рода Могил[3].
- Кьяжна[рум.], жена Мирчи V Пастуха господаря Валахии[3]
- Роксандра[рум.] ( — 1570) Жена Александра Лэпушняну[3], господаря Молдавского княжества в 1552—1561 и 1564—1568

- Почтовая марка Молдовы, 1995 год
- Памятная монета Молдавии, 2007 год
- Бюст Петра Рареша в монастыре Молдовица, уезд Сучава, Румыния.
- Могила Петра Рареша и Госпожи Елены (его жены) - гробница церкви монастыря Пробота, Румыния.